# Процесс ста девяноста трёх
«Проце́сс ста девяно́ста трёх», «Большой процесс»; официальное название «Дело о пропаганде в Империи» — судебное дело революционеров-народников, разбиравшееся в Петербурге в Особом присутствии Правительствующего сената с 18 (30) октября 1877 по 23 января (4 февраля) 1878 года. К суду были привлечены участники «хождения в народ», которые были арестованы за революционную пропаганду с 1873 по 1877 год.

## Участники процесса

### Председатель суда
Первоприсутствующий Особого Присутствия Правительствующего Сената — сенатор К. К. Петерс (до 30 ноября 1877 года), сенатор К. К. Ренненкампф.

### Государственный обвинитель
Товарищ обер-прокурора Уголовного кассационного департамента Сената — В. А. Желеховский.

### Защита
Присяжные поверенные: В. Д. Спасович, Д. В. Стасов, П. А. Александров, Е. И. Утин, Н. И. Черняев, Г. В. Бардовский, В. Н. Герард, А. Л. Боровиковский, П. А. Потехин, А. Я. Пассовер, В. О. Люстиг, М. Ф. Громницкий, Е. И. Кедрин, В. С. Буймистров, А. А. Черкесов, В. В. Самарский-Быховец, А. Н. Турчанинов, А. А. Герке, В. Ф. Леонтьев, Н. М. Соколовский, К. П. Леман, П. В. Макалинский, Е. В. Корш и др.

Помощники присяжных поверенных: Н. П. Карабчевский, Н. И. Грацианский, В. М. Бобрищев-Пушкин.

Всего 35 адвокатов.

## Подготовка
18 и 26 марта 1875 г. Комитет министров империи специально обсуждал вопрос о подготовке процесса и нашел, что до сих пор борьбу с революционной пропагандой очень затрудняла «неизвестность размеров пропаганды» в обществе. «При такой неизвестности, — гласит высочайше утвержденный журнал Комитета министров, — нельзя ставить прямым укором обществу отсутствие серьёзного отпора лжеучениям; нельзя ожидать, чтобы лица, не ведающие той опасности, которою лжеучения сии грозят общественному порядку, могли столь же энергично и решительно порицать деятельность революционных агитаторов, как в том случае, когда опасность эта была бы для них ясна». Комитет министров выражал уверенность в том, что ни революционные теории, которые суть не что иное, как «бред фанатического воображения», ни нравственный облик «ходебщиков в народ», проникнутый неимоверным цинизмом, «не могут возбудить к себе сочувствия». Поэтому заключали министры, большой показательный суд над «ходебщиками» весьма желателен, и его должно устроить так, чтобы на нем была вскрыта «вся тлетворность изъясненных теорий и степень угрожающей от них опасности».
При подготовке суда выяснилось, что жандармские власти, к негодованию К. П. Победоносцева, «нахватали по невежеству, по самовластию, по низкому усердию множество людей совершенно даром». Пришлось наспех «отделять овец от козлищ». Из многочисленной массы арестованных были привлечены к дознанию 770, а к следствию (после нового отбора) — 265 человек. В результате, следствие затянулось на 3,5 года. Всё это время подследственные находились в тюремных казематах, некоторые из них теряли здоровье и умирали (к началу процесса 43 из них скончались, 12 — покончили с собой и 38 — сошли с ума).
Осенью 1877 г. заключенным вручили обвинительный акт: суду предавались 197 наиболее опасных «крамольников». Из них ещё четверо умерли, не дождавшись суда и приговора. Процесс был учинён над 193 лицами.
В обвинительном акте по делу «ста девяноста трёх» две сотни участников почти 40 кружков признавались членами единого «преступного сообщества», сложившегося в исполнение всероссийского заговора. Все «сообщество» обвинялось в том, что оно готовило «ниспровержение порядка государственного устройства», обвинительный акт указывал на их «готовность к совершению всяких преступлений», инкриминировал им намерение «перерезать всех чиновников и зажиточных людей» и поносил их «учение, сулящее в виде ближайше осуществимого блага житьё на чужой счёт». Устроители процесса надеялись, что такое обвинение (если суд поддержит его, в чем власти не сомневались) ужаснёт общество.

## Процесс
Хотя подсудимые состояли в большом количестве различных организаций, большинство из них привлекалось как организаторы единого тайного революционного сообщества.
Главными обвиняемыми стали С. Ф. Ковалик, П. И. Войнаральский, Д. М. Рогачёв и И. Н. Мышкин. Мышкин обвинялся также в попытке организации побега Н. Г. Чернышевского из Вилюйска, где тот находился в ссылке.
Общее число арестованных по делу достигало четырёх тысяч человек, однако многие ещё до суда были сосланы в административном порядке, часть была отпущена за отсутствием улик, 97 человек умерли или сошли с ума.
Сенат постановил провести процесс при закрытых дверях. Кроме того, подсудимые были разделены на 17 групп. Это вызвало протесты со стороны защиты и обвиняемых, около 120 человек пытались бойкотировать суд.
Наиболее интересным моментом суда явилась речь Мышкина, в которой он подробно рассказал о причинах и задачах революционного движения, а также обвинил суд в необъективности и некомпетентности, назвав его «домом терпимости». За эту речь Мышкина удалили из зала суда, после чего также удалили протестовавших подсудимых Рабиновича и Стопане. Во время этой сцены несколько женщин из числа подсудимых и публики упало в обморок, с одной случился истерический припадок, публика была выпровождена из залы суда. Речь Мышкина была нелегально издана и распространена.
Из речи Мышкина:

Я отрицаю свою принадлежность к тайному сообществу потому, что я, как и многие другие товарищи, не только по заключению, но и по убеждению, не составляли нечто особенное, нечто целое, связывающее нас единством общей для всех организации. Мы составляем не более как ничтожную частицу в настоящее время многочисленной в России социальной революционной партии, понимая под этими словами всю совокупность лиц одинаковых убеждений, лиц, между которыми хотя существует преимущественно только внутренняя связь, но эта связь достаточно тесная, обусловленная единством стремления, единством цели и большим или меньшим однообразием тактических действий...
...Таким образом практическая деятельность всех друзей народа должна заключаться не в том, чтобы искусственно вызвать революцию, а в том, чтобы гарантировать успешный исход ее, потому что не нужно быть пророком, чтобы предвидеть неизбежный исход вещей, неизбежность восстания... Я должен сказать, что масса принимавших участие состояла из лиц, стоящих на различных степенях революционного развития, начиная от тех, которые делали только первые шаги к уяснению народных страданий, и до тех, которые делали попытки к внешней организации революционных сил и что при всем различии взглядов по менее важным вопросам адепты революции сходились в одном, а именно — что революция может быть совершена не иначе, как самим народом, при сознании, во имя чего она совершается; другими словами: существующий государственный порядок может и должен быть ниспровергнут только тогда, когда этого пожелает сам народ. Следовательно, если правительство блюдет интересы народа, то оно не может считать нас заговорщиками, когда мы говорим: мы ходатайствуем перед народом об удовлетворении нужд страны. Мы сознаем хорошее и вредное и предлагаем свои посильные услуги. В нашем распоряжении нет ни тюрем, ни коммерческих предприятий, которые закабаляют рабочего; все подобные средства находятся и практикуются в руках наших противников. Следовательно, если даже при этих невыгодных условиях правительство может опасаться, что наша деятельность может увенчаться успехом, то значит, мы не ошибаемся в потребностях и желании народа, следовательно, в этом случае, мы не злоумышленники...
...М ы ш к и н. Сидеть в одиночном заключении, в четырех стенах и при этом не иметь никакой книги — да это хуже всякой пытки. Вот этим и объясняется то громадное число случаев смертности и сумасшествия, которые обнаружились по этому делу. Многие из товарищей моих уже сошли в могилу и не дождались суда...
П е р в о п р и с [у т с т в у ю щ и й]. Если они не дождались суда...
М ы ш к и н. Именно вследствие этой пытки, а вы ценой той каторги, которая меня ожидает, каторги очень продолжительной, не даете права сказать, несколько слов об этом крайнем беззаконии, которому я подвергался...
...П е р в о п р и с [у т с т в у ю щ и й]. Вы продолжаете неприлично...
М ы ш к и н. Я не совсем кончил, позвольте мне докончить...
П е р в о п р и с [у т с т в у ю щ и й]. В настоящее время это не относится к делу. Теперь мы производим судебное следствие...
М ы ш к и н. Значит, мне не позволяется...
П е р в о п р и с [у т с т в у ю щ и й]. Вы прерываете ход следствия... 
М ы ш к и н. Вот и вы точно так же не позволили мне возразить на общий вывод прокурора. Тогда я считаю себя обязанным сделать последнее заявление. Теперь я вижу, что у нас нет публичности, нет гласности, нет не только возможности располагать всем фактическим материалом, которым располагает противная сторона, но даже возможности выяснить истинный характер дела, и где же? В стенах зала суда! Теперь я вижу, что товарищи мои были правы, заранее отказавшись от всяких объяснений на суде, потому что были убеждены в том, что здесь, в зале суда, не может раздаваться правдивая речь, что за каждое откровенное слово здесь зажимают рот подсудимому. Теперь я имею полное право сказать, что это не суд, а пустая комедия... или... нечто худшее, более отвратительное, позорное, более позорное чем дом терпимости: там женщина из-за нужды торгует своим телом, а здесь сенаторы из подлости, из холопства, из-за чинов и крупных окладов торгуют чужой жизнью, истиной и справедливостью, торгуют всем, что есть наиболее дорогого для человечества.

Процесс получил широкую огласку не только в России, но и за границей; произошло несколько скандалов, связанных со слабостью доказательной базы и обвинениями в необъективности суда. Например, корреспондент «Таймс» демонстративно уехал после второго дня суда, заявив: «Я присутствую здесь вот уже два дня и слышу пока только, что один прочитал Лассаля, другой вёз с собой в вагоне „Капитал“ Маркса, третий просто передал какую-то книгу своему товарищу».
Сотрудничали со следствием и дали откровенные показания во время следствия и на суде А. В. Низовкин, Н. Е. Горинович, П. Ф. Ларионов. Низовкин и Горинович были освобождены от наказания, Ларионов был сослан в Сибирь, однако просить о помиловании не стал. Также упоминался сотрудничавший со следствием свидетель на суде Василий Меркулович Меркулов.
В итоге суд приговорил 28 человек к каторге от 3 до 10 лет, 36 — к ссылке, более 30 человек — к менее тяжёлым формам наказания. Среди приговорённых к каторге был поэт Сергей Синегуб. Остальные были оправданы (или попали под амнистию, объявленную по случаю окончания русско-турецкой войны), но Александр II санкционировал административную высылку для 80 человек из оправданных судом.
Ни один осуждённый не подал прошения о помиловании.
«Завещание» осуждённых, речь Мышкина и материалы суда послужили важным орудием противоправительственной пропаганды в последующие годы и возбудили интерес у определённых кругов в мировой общественности к революционному движению в России.

## Список подсудимых и приговор
1. Аверкиева (Прушакевич) Е. И. (1850—1918) — ссылка в Сибирь;
2. Аитов Д. А. (1852—1933) — засчитано предварит. заключение;
3. Аитов И. А. (1846—?) — засчитано предварительное заключение, сослан в Усть-Сысольск[3];
4. Александров П. Э. (?—?) — оправдан[4];
5. Александровский А. А. (1851—?) — оправдан[5];
6. Алексеева О. Г. (1850—1918) — оправдана[6];
7. Андреева А. В. (1849—?) — оправдана[7];
8. Аносов Н. М. (1850—?) — засчитано предварит. заключение[8];
9. Ареопагитский И. И. (?) — оправдан[9];
10. Аронзон С. Л. (1854— после 1886) — засчитано предварит. заключение;
11. Артамонов А. К. (1854—?) — засчитано предварит. заключение[10];
12. Барков Н. М. (1852—?) — засчитано предварит. заключение[10];
13. Бенецкий В. А. (?) — оправдан[11];
14. Биткин Н. Ф. (1852—?) — оправдан[12];
15. Блавдзевич И. П. (1854—?) — засчитано предварит. заключение[13];
16. Блавдзевич К. П. (1852—?) — засчитано предварит. заключение[13];
17. Бодяжин Р. А. (?) — оправдан[14];
18. Божко-Божинский Г. Г. (1851—?) — засчитано предварит. заключение[14];
19. Бородулин Д. А. (1855—?) — оправдан[15];
20. Брешко-Брешковская Е. К. (1844—1934) — 5 лет каторги;
21. Ваховская В. И. (1855—1929) — засчитано предварит. заключение.
22. Введенский Н. Е. (1852—1922) — оправдан;
23. Верёвочкина М. И. (1853—?) — оправдана[16];
24. Виддинов А. И. (1852—?) — оправдан[17];
25. Виноградов С. И. (1850—?) — засчитано предварит. заключение[18];
26. Войнаральская Н. П. (1853— после 1881) — оправдана[19];
27. Войнаральский П. И. (1844—1898) — 10 лет каторги;
28. Волкенштейн А. А. (1852 — после 1902) — оправдан[20];
29. Волховский Ф. В. (1846—1914) — ссылка в Сибирь;
30. Воскресенский П. П. (1852—?) — оправдан[21];
31. Гауэнштейн И. И. (1847—?) — засчитано предварит. заключение[22];
32. Гвоздев М. Г. (1850—?) — засчитано предварит. заключение[23];
33. Гейштор М. Э. (1855—?) — оправдана[24];
34. Глушков И. И. (1849—1891) — оправдан[25];
35. Глушков Н. И. (1856—?) — засчитано предварит. заключение[25];
36. Говоруха-Отрок Ю. Н. (1852—1896) — засчитано предварит. заключение;
37. Голиков Л. И. (1851—?) — оправдан[26];
38. Головин А. А. (1852—1919) — засчитано предварит. заключение[27];
39. Голоушев С. С. (1855—1920) — засчитано предварит. заключение;
40. Горинович Н. Е. (1855—1912) — освобождён от наказания;
41. Городецкая В. Н. (1858—?) — оправдана[28];
42. Городецкий Л. С. (1853—?) — засчитано предварит. заключение[28];
43. Грацианов Н. А. (1855—1913) — оправдан[29];
44. Грачевский М. Ф. (1849—1887) — засчитано предварит. заключение;
45. Гриценков М. А. (1857) — засчитано предварит. заключение[30];
46. Данилов В. А. (1851—1916) — засчитано предварит. заключение[31];
47. Дегтярёв С. Н. (?) — оправдан[32];
48. Дическуло Л. А. (1847—1889) — оправдан;
49. Добров И. И. (1853—?) — засчитано предварит. заключение[33];
50. Добровольский И. И. (1848 — после 1934) — 9 лет каторги;
51. Дробыш-Дробышевский А. А. (1856—1920) — засчитано предварит. заключение;
52. Духовской М. А. (1852—?) — оправдан[34];
53. Емельянов Е. Е. (1842—?) — оправдан[35];
54. Емельянов Н. И. (1852—1904) — ссылка в Сибирь[36];
55. Ермолаева E. Ф. (1851—?) — засчитано предварит. заключение[37];
56. Жебунев В. А. (1847—1915) — оправдан;
57. Жебунев С. А. (1849—1924) — ссылка в Сибирь;
58. Желябов А. И. (1851—1881) — оправдан;
59. Жилинская О. И. (1840—?) — оправдана[38];
60. Жилинский Н. П. (1835—1877) — умер во время суда[38];
61. Завадская E. Ф. (1852—1883) — оправдана;
62. Зарубаев С. П. (1848—?) — ссылка в Сибирь[39];
63. Заруднева Л. Т. (1856—?) — оправдана[39];
64. Знаменский А. Е. (1853—?) — засчитано предварит. заключение[40];
65. Иванова С. А. (1856—1927) — ссылка;
66. Кадьян А. А. (1849—1917) — оправдан;
67. Каменьский Э. Ю. (1843—?) — засчитано предварит. заключение[40];
68. Кац M. H. (1853—1884) — засчитано предварит. заключение[41];
69. Квятковский Т. А. (1852 — после 1898) — 9 лет каторги;
70. Кириллов И. С. (1853—?) — засчитано предварит. заключение[42];
71. Князевский П. Е. (1852—?) — оправдан[43];
72. Ковалик С. Ф. (1846—1926) — 10 лет каторги;
73. Козачек И. И. (1849—?) — засчитано предварит. заключение[44];
74. Комов А. И. (1853—?) — оправдан[45];
75. Корабельников С. И. (1856—?) — оправдан[46];
76. Корнилова А. И. (1853 — после 1938) — засчитано предварит. заключение;
77. Костюрин В. Ф. (1853—1919) — ссылка в Сибирь[47];
78. Кувшинская А. Д. (1851—1909) — засчитано предварит. заключение;
79. Купреянов М. В. (1853—1878) — ссылка[48];
80. Курдюмов П. В. (?) — оправдан[49];
81. Лазарев Е. Е. (1855—1937) — оправдан;
82. Ланганс М. Р. (1852—1883) — оправдан;
83. Ларионов П. Ф. (1852—1878) — ссылка в Сибирь;
84. Лебедева Т. И. (1850—1887) — засчитано предварит. заключение;
85. Леонтьев А. А. (1854—?) — оправдан[50];
86. Лермонтов Ф. Н. (1847—1878) — ссылка;
87. Лишен фон Герцфельд С. А. (1842—1898) — ссылка;
88. Ливанов А. И. (1850—1909) — ссылка в Сибирь[51];
89. Литошенко Н. А. (?) — оправдан[52];
90. Личадеев Н. А. (1850—?) — оправдан[53];
91. Ломоносов П. А. (1856—?) — засчитано предварит. заключение[54];
92. Лопатин В. А. (1848 — после 1917) — засчитано предварит. заключение[55];
93. Лукашевич А. О. (1855 — после 1907) — ссылка в Сибирь[56];
94. Любавский Ф. М. (1855—?) — засчитано предварит. заключение[57];
95. Макаревич П. М. (1851 — после 1903) — ссылка в Сибирь[58];
96. Максимов П. Д. (1853—1918) — оправдан[59];
97. Малиновский А. А. (1853—?) — оправдан[60];
98. Махаев Н. М. (1850—?) — засчитано предварит. заключение[61];
99. Медведев И. И. (1850—1878) — засчитано предварит. заключение[62];
100. Мейер В. Я. (1851—1884) — ссылка[63];
101. Милоглазкин К. Р. (1853—?) — засчитано предварит. заключение[64];
102. Милоголовкин М. Н. (?) — оправдан[64];
103. Мокиевский-Зубок С. В. (1851—?) — засчитано предварит. заключение[65];
104. Морозов Н. А. (1854—1946) — засчитано предварит. заключение;
105. Муравский М. Д. (1838—1879) — 10 лет каторги;
106. Мышкин И. Н. (1848—1885) — 10 лет каторги;
107. Неволин П. И. (1856— после 1903) — оправдан;
108. Нефёдов М. Д. (1852—?) — оправдан[66];
109. Низовкин А. В. (1851—1879) — освобождён от наказания[67];
110. Никитина М. Г. (1857—?) — оправдана[68];
111. Никифоров Н. С. (1850—1912) — засчитано предварит. заключение[69];
112. Никольский И. И. (1851—?) — оправдан[70];
113. Овчинников Е. М. (1851—1912) — оправдан[71];
114. Орлов М. А. (1852—?) — засчитано предварит. заключение[72];
115. Орлов П. А. (1856—1890) — оправдан[73];
116. Осипов В. А. (1854—?) — засчитано предварит. заключение[74];
117. Осташкин В. А. (1854 — после 1903) — ссылка в Сибирь;
118. Павловский И. Я. (1852—1924) — засчитано предварит. заключение[75];
119. Палимпсестов А. Я. (1854—?) — оправдан[76];
120. Панютина В. Н. (1852—?) — оправдана[77];
121. Перовская С. Л. (1853—1881) — оправдана;
122. Петропавловский Н. Е. (1853—1892) — оправдан[78];
123. Покровский П. И. (1845—?) — оправдан[79];
124. Польгейм И. О. (1856—?) — оправдана[80];
125. Пономарёв А. А. (1853—?) — оправдан[81];
126. Попов Н. М. (1854—1939) — оправдан[82];
127. Потоцкая М. П. (1851—?) — оправдана[83];
128. Прозоровский А. И. (1854—?) — оправдан[84];
129. Прокопьев Г. Г. (1844—?) — оправдан[85];
130. Пумпянская Э. В. (?) — оправдана;
131. Пыпин А. А. (?) — оправдан[86];
132. Пьянков И. П. (1855—1911) — засчитано предварит. заключение;
133. Рабинович М. А. (1857—1885) — ссылка в Сибирь[87];
134. Рогачёв Д. М. (1851—1884) — 10 лет каторги;
135. Рогачёва В. П. (1851—1895[88]) — оправдана[89];
136. Румянцев Л. Д. (?—1878) — оправдан[90];
137. Сабелькин В. И. (1857—1877) — умер во время суда[91];
138. Саблин Н. А. (1849—1881) — засчитано предварит. заключение;
139. Сажин М. П. (1845—1934) — 5 лет каторги;
140. Сахарова О. И. (1855—1943) — засчитано предварит. заключение[b];
141. Семёнов Ф. С. (1858—?) — оправдан[94];
142. Серебровский В. П. (?) — оправдан[95];
143. Серебряков М. М. (1852—1906) — оправдан;
144. Серышев Д. Н. (1852—?) — оправдан[96];
145. Сидорацкая (Ободовская) А. Я. (1847—?) — оправдана[97];
146. Синегуб С. С. (1851—1907) — 9 лет каторги;
147. Скворцов Н. И. (1851—?) — ссылка в Сибирь[98];
148. Соколов Д. П. (1853—?) — засчитано предварит. заключение[99];
149. Соловцовский М. Г. (1851 — после 1890) — оправдан[100];
150. Соловьёв Т. А. (1854—?) — оправдан[101];
151. Софинский Г. А. (1842—?) — оправдан[102];
152. Союзов И. О. (1846—1904) — 9 лет каторги[103];
153. Спесивцев И. Г. (1836—?) — оправдан[104];
154. Спесивцев M. Ф. (1855—?) — засчитано предварит. заключение[104];
155. Стаховский В. А. (1851—1917) — ссылка в Сибирь[105];
156. Стопане С. А. (1857—1902) — ссылка в Сибирь[106];
157. Субботина С. А. (1830—1919) — засчитано предварит. заключение;
158. Судзиловская Е. К. (1854—после 1930) — оправдана;
159. Супинская Е. В. (1853—1879) — ссылка[107];
160. Теплов Н. Н. (1851—?) — оправдан[108];
161. Терновский Г. Я. (1857—?) — засчитано предварит. заключение[109];
162. Тетельман Л. А. (1850—1877) — умер во время суда[110];
163. Тихомиров Л. А. (1852-1923) — засчитано предварит. заключение;
164. Траубенберг Л. Р. (1855—?) — оправдан[111];
165. Трезвинский И. Д. (1853—1878) — умер во время суда[112][113];
166. Троицкий П. С. (1852—?) — оправдан[114];
167. Тушинская А. С. (1849—?) — оправдана[115];
168. Усачёв В. А. (1850—?) — оправдан[116];
169. Фаресов А. И. (1852—1928) — засчитано предварит. заключение;
170. Федорович Д. В. (1851—?) — оправдан[117];
171. Фетисов Ф. А. (1848—?) — оправдан[118];
172. Фетисова О. П. (1844—?) — засчитано предварит. заключение[119];
173. Филадельфов В. В. (1855—?) — оправдан[120];
174. Фишер В. Ф. (1846—?) — засчитано предварит. заключение[121];
175. Фомин Ф. В. (1856—?) — оправдан[122];
176. Франжоли А. А. (1848-1883) — засчитано предварит. заключение;
177. Чарушин Н. А. (1851-1937) — 9 лет каторги;
178. Чарыков А. А. (1853—?) — оправдан[123];
179. Чернявский И. Н. (1850—?) — ссылка в Сибирь[124];
180. Чудновский С. Л. (1849—1912) — ссылка в Сибирь;
181. Шавердова М. А. (?) — оправдана[125];
182. Шатилова В. А. (1856—?) — оправдана[126];
183. Шевырёва О. Д. (1854—?) — оправдана[127];
184. Шишко Л. Э. (1852—1910) — 9 лет каторги;
185. Щеглов Г. А. (1845—?) — засчитано предварит. заключение[128];
186. Щепкин В. Н. (1849—1885) — засчитано предварит. заключение[129];
187. Щиголев Л. М. (1854—?) — засчитано предварит. заключение[130];
188. Эдельштейн М. В. (1839—?) — засчитано предварит. заключение[131];
189. Эндауров Н. И. (1838—?) — отрешение от должности и штраф[132];
190. Юркевич Ф. И. (1857—?) — оправдан[133];
191. Якимова А. В. (1856—1942) — оправдана[127];
192. Янов А. Н. (?) — оправдан[134];
193. Ярцев А. В. (1850—1919) — засчитано предварит. заключение[135].

## В культуре
Под впечатлением от процесса художник Илья Репин нарисовал картину «Арест пропагандиста».

## Комментарии
1. ↑  Дело в том, что Ларионову кроме обвинения в противоправительственной деятельности, было предъявлено обвинение в уголовном преступлении — хищении.
2. ↑  Ольга Ивановна Сахарова — имя, под которым была арестована и осуждена Надежда Александровна Юргенсон[92], позднее в замужестве Головина. Список составлен на основе "Списка подсудимых" на сайте Хронос[93]. В нём указана и "Сахарова О. И. (род. 1854) - оправдана;" и "Юргенсон Н. А. (1855 - после 1954) - засчитано предварительное заключение;". Это одно лицо, указанное дважды, при этом общее число подсудимых в списке этого сайта 194, а не 193.